# نادي البديع
نادي البديع، نادٍ كرة القدم بحريني يقع مقره في البديع، البحرين، وينافس في الدوري البحريني الممتاز. يلعب مبارياته على أرضه على ملعب مدينة حمد، ألوان الفريق الرسمي هما الأخضر والأبيض.